# Ubaydullah ibn Ziyad
Ubaydullah ibn Ziyad (arabiska: عبيد الله بن زياد) var guvernör under umayyadernas tid vid makten. Han utnämndes till guvernör i Khorasan i nordöstra Iran av kalifen Muawiya I 672. Han blev sedan guvernör i Basra och Kufa i Irak 679.

## Slaget vid Karbala
Vid slaget vid Karbala möttes den tredje shiaimamen Husayn ibn Ali av en stor armé på antagligen 4000 män skickade av Ubaydullah. Husayn hade kanske 72 stridande män, och han och nästan hela hans familj och följare dödades. Efter slaget togs kvinnorna som hade följt med Husayn, inklusive åtminstone en av hans fruar, hans syster Zaynab bint Ali, och hans överlevande barn, först till Kufa. Enligt shiitisk tradition tillrättavisade Zaynab med några andra Ubaydullah i Kufa. När fångarna efter slaget vid Karbala närmade sig Kufa beordrade Ubaydullah ibn Ziyad att Husayns avhuggna huvud skulle föras inför dem. Man placerade de stupades huvuden på lansar och bakom dem drogs fångarna tills de gick in i Kufa. Sedan fördes dem till gator och marknader.